# Погожеля (гмина)
Погожеля (пол. Pogorzela) — гмина (волость) в Польше, входит как административная единица в Гостыньский повет, Великопольское воеводство. Население — 5137 человек (на 2008 год).

## Соседние гмины
1. Гмина Борек-Велькопольски
2. Гмина Кобылин
3. Гмина Козмин-Велькопольски
4. Гмина Кротошин
5. Гмина Пемпово
6. Гмина Пяски